# 天師捉姦
《天師捉姦》，是1990年上映的一部香港恐怖鬼片，由錢昇瑋執導，王晶、王漢華監製，陳百祥、吳君如、葉子楣、胡楓主演。

## 劇情
天師苗一苗（成奎安 飾）在泰國追殺千年女妖飄紅（葉子楣 飾），但女妖當時已吸取了第九十八名十零時出生的處男元陽，差二個就足夠一百個便可成人身永生不滅。苗一苗為了阻止女妖為禍人間，與其展開一場大鬥法，飄紅負傷而逃，潛進一象牙麻雀內被買家帶返香港。

剛好麻雀買家（午馬 飾）正是程守仁（陳百祥 飾）之上司，而程守仁為十零時出生的處男，正好是飄紅之獵物。因一次打麻雀，守仁被女妖所纏。程守仁其後在街上遇上飄紅本以為有所得著，但被苗一苗阻止。其指腹為婚的妻子李露媚（吳君如 飾）之父親歡叔（胡楓 飾），亦是一名天師。歡叔於當天亦告知程守仁命中有刧，要把處男之身交給其女兒露媚才能避過殺身之禍。守仁不以為然。

守仁與飄紅約會，期間再次被苗一苗阻止，但苗一苗亦被警察當成精神病人送到精神病醫院。苗一苗為怕飄紅乘機把他當成獵物，為破其處男之身而求警員給他召妓，惜被飄紅施計以致其精盡人亡，成為被飄紅吸收的第九十九名十零時處男。

守仁再次約會飄紅，但這次識破飄紅身份為女妖，急忙找歡叔求助，歡叔道行未夠，敵不過女妖，唯有請其師兄乞兒仔（董驃飾）出馬，不料來遲一步，露媚為救守仁被女妖所殺。守仁深感後悔，向歡叔請求與招露媚之魂向其賠罪，亦為破其處男之身。乞兒仔在苗一苗的墓地取得斬妖劍，露媚亦現身與女妖惡鬥，幾經艱難終把女妖消滅。

## 演員表
| 演員   | 角色          |
| 陳百祥 | 程守仁        |
| 吳君如 | 李露媚        |
| 葉子楣 | 飄紅 千年女妖 |
| 胡楓   | 李尋歡        |
| 曹查理 | Simon         |
| 董驃   | 乞兒仔        |
| 成奎安 | 苗一苗 天師   |
| 午馬   | 老闆          |
| 太保   | 老闆娘表弟    |
| 邵音音 | 老闆娘        |
| 馮淬帆 |               |
| 文雋   | 天下第一賤人  |
| 關秀媚 |               |
| 葉榮祖 |               |
| 馬清儀 |               |
| 陳輝虹 |               |
| 劉錫賢 |               |
| 余慕蓮 |               |
| 羅蘭   |               |
| 梅欣   |               |

## 外部連結
- 香港影庫上《天師捉姦》的資料（繁體中文）
- 互联网电影数据库（IMDb）上《天師捉姦》的资料（英文）